# مملكة بولوناروا

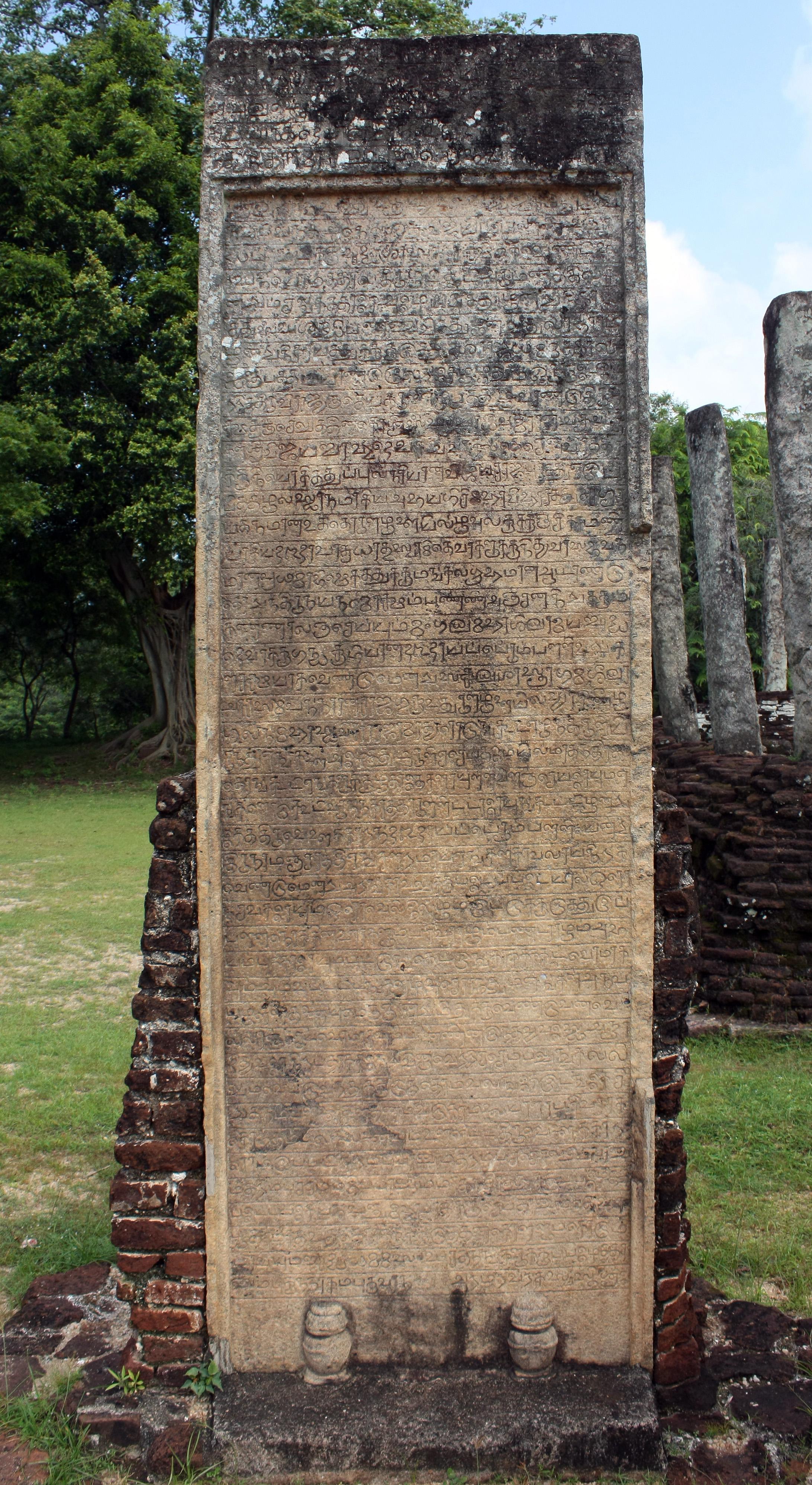
نقش لوح بولوناروا فيليكارا

مملكة بولوناروا (في السنهالية: පොළොන්නරුව රාජධානිය، بالحروف اللاتينية: Polonnaruwa Rājādhaniya) هي المملكة التي حكمت جزيرة سريلانكا والعديد من الأراضي ما وراء البحار، منذ عام 1070م حتى عام 1232م. بدأت المملكة بتوسيع سلطتها الخارجية في عهد باراكراماباهو العظيم.
امتلكت معقلًا في جنوب الهند منذ تورطها في حرب أهلية في دولة بانديا. خلال هذه الحرب، استولت مملكة بولوناروا على بانديا نادو كمقاطعة يديرها الجيش. خضعت روافد إمبراطورية تشولا، وتوندي وباسي أيضًا لحكمها العسكري. وكان التداول المالي الرسمي في عملتها في هذه المقاطعات. نفذت الكثير من أعمال البناء أثناء احتلالها لجنوب الهند.
على الرغم من كونها مملكة، لكنها كانت تحت سيطرة جيشها الملكي، الذي استولى على السلطة مرتين وظل مهيمنًا في السياسة. استولت أيضًا جيوش أخرى على السلطة في المملكة.

## التاريخ
بعد حكم البلاد لأكثر من 1400 عام، سقطت مملكة أنورادابورا عام 1017 بيد ملك تشولا راجا راجا وابنه راجندرا، الذي أخذ الملك ماهيندا الخامس كأسير حرب إلى تاميل نادو، حيث توفي في عام 1029. نقلت عائلة تشولا العاصمة من أنورادابورا إلى بولوناروا وحكموا حوالي 53 عامًا. سمى كولام مملكة بولوناروا باسم جاناثابورام. هزم الملك فيجايابهو الأول (أو كيتي) في النهاية أسرة تشولا وأعاد تأسيس النظام الملكي السنهالي. لطالما اعتبرت بولوناروا مستوطنة مهمة في الجزيرة، فقد كانت تقود معابر نهر ماهافيلي باتجاه أنورادابورا.
بعد 3 سنوات من استعادة أنورادهابورا، استعد فيجاياباهو لمحاربة غزو محتمل. نقل العاصمة من أنورادابورا إلى موقع دفاعي أكثر هو بولوناروا. بعد الانتصار في بولوناروا، كان على فيجاياباهو مواجهة المزيد من التمردات. أدى ذلك إلى تأجيل تتويجه، الذي حدث عام 1072 أو 1073، بعد ثمانية عشر عامًا من تتويجه باسم فيجايابهو في روهونا، وبعد حملة عسكرية استمرت سبعة عشر عامًا. غُيّر اسم مملكة بولوناروا إلى فيجاياراجابورا وكانت هي العاصمة. أقيم حفل التتويج في قصر بني لهذا الغرض في أنورادابورا، العاصمة السابقة للبلاد. تزوج فيجاياباهو من ليلافاتي، ابنة جاجاتيبالا من كانوج، وأعلنها ملكة. تزوج لاحقًا من تيلوكاسونداري، أميرة من كالينجا، بهدف تعزيز العلاقات مع كالينجا.

### حرب الخلافة
ترك موت فيجايابهو عرشًا متنازعًا عليه. اختير الخليفة باراكراماباهو بعد حرب بين المطالبين بالعرش.
أولًا، دخل في مفاوضات سرية مع القائد العسكري لجاجاباهو، لكن باءت هذه المحاولات للاستيلاء على السلطة بالفشل. ثم أرسل جيش دكخيناديسا للقبض على راجاراتا، لكنه سُلّم إلى ماناباراها، التي تحالفت مع جاجاباهو. على الرغم من النكسة، استولى على راجاراتا جاجاباهو بجيشه الضعيف، ووجد نفسه في معركة ضد مانابهارانا أيضًا. أعلن في وقت لاحق أنه مر على راجاراتا إلى باراكراماباهو من داكيناديسا. وهُزمت مانابهارانا.